# مسجد كتانغا
مسجد كتانغا أو مسجد الهلال هو واحد من أقدم المساجد في مقاطعة سولاوسي الجنوبية في إندونيسيا، اسم المسجد جاء من وجود المسجد في في قرية كتانغا .

## التاريخ
هناك نقش يقع في المسجد يظهر أن المسجد تم بنائه في عام 1603، ولكن بعض المؤرخين شككوا على هذه المعلومات، والبعض يقول أن المسجد تم بناؤه في أوائل القرن الثامن عشر الميلاي، كان مسجد كتانغا يقع في مملكة جوا، يقع موقع المسجد في الشمال من مجمع ضريح السلطان حسن الدين .

## العمارة
تم بناء مسجد كتانغا على أرض تبلغ مساحتها حوالي 150 متر مربع، المسجد لديه سمات مميزة تتمثل في وجود شكل القبة فيه، فيه سقف من مستويين تشبه سقف جوغلو المحلي، يحتوي المبنى على أربعة أعمدة، وللمسجد خمسة أبواب وستة نوافذ، تأثرت القبة من فن العمارة من جاوة وفن العمارة المحلية، ويتأثر القطب بالثقافة والعمارة الأوروبية، في حين أن المنبر سميكا جدا مع تأثير بالثقافة الصينية، على مقربة من المنبر تعلق خزف المستورده من الصين، وهناك سمة أخرى للمسجد وهو أن المبنى قديم كله تقريبا، أما الجدار فهو مبني من الطوب سميك جدا يصل سمكه إلى 120 سم .

## التحديث
خضع المسجد لستة عمليات من التجديد والترميم، أول مرة رمم فيها المسجد عام 1816، وكان وقتها ملك جوه هو السلطان عبد الرؤوف، وفي وقت لاحق في عام 1884 قام ملك جوا الثاني والثلاثون السلطان عبد القادر بترميم المسجد، وفي وقت لاحق من عام 1963 رمم المسجد من قبل محافظ جنوب سولاويزي، وفي عام 1971 رمم من قبل مكتب التربية الوطنية في جنوب سولاويزي، وفي عام 1980 رمم من قبل هيئة التاريخ والآثار في سولاويزي، وآخر عملية ترميم تمت في عام 2007 وتم ذلك على بمساعدة ذاتية من مسؤولي المسجد والمساعدة من المجتمع .